# Perissopteryx delusa
Perissopteryx delusa là một loài bướm đêm trong họ Geometridae.